# Portret van Madame Paul Poirson
Het Portret van Madame Paul Poirson (Engels: Portrait of Madame Paul Poirson) is een schilderij uit 1885 van John Singer Sargent, een van de belangrijkste portrettisten van de beau monde van Parijs op dat moment. Tegenwoordig maakt het deel uit van de collectie van het Detroit Institute of Arts.

## Voorstelling
Seymourina Cuthbertson was de natuurlijke dochter van de 4e markies van Hertford (1800-1870) en Madame Oger. Zij trouwde met Paul Poirson, broer van de kunstenaar Maurice Poirson en vriend van musici als Charles Gounod en Jules Massenet. Poirson was de eigenaar van de studio aan 41, boulevard Berthier waarnaartoe Sargent in 1883 verhuisde. Het portret werd geschilderd in de periode juist voordat de rel uitbrak over Sargents schilderij Portrait of Madame X (of Madame Gautreau) naar aanleiding van de expositie van dat laatste schilderij op de Salon van 1884.
Volgens familieoverlevering zou het portret, net als dat van het in 1884 geschilderde Portret van Mademoiselle Suzanne Poirson, haar dochter, als 'huurgeld' zijn geschilderd maar daar zijn geen bewijzen van gevonden.
Het portret zou Carolus-Duran geïnspireerd hebben voor diens Portret van vorstin Anna Obolenskaja uit 1887.

## Herkomst
Het portret was eigendom van de voorgestelde en vererfde aan haar dochter en haar kleinzoon. Die laatste verkocht het in 1973 aan het kunsteninstituut van Detroit.
Ralph Curtis op het strand in Scheveningen (1880) · Portret van Madame X (1884) · Portret van Mademoiselle Suzanne Poirson (1884) · Portret van Madame Paul Poirson (1885) · Anjer, lelie, lelie, roos (1886) · Portret van Isabella Stewart Gardner (1888) · Portret van Léon Delafosse (1893-1899) · Nonchaloir (1911)